# Idiodes inornata
Idiodes inornata är en fjärilsart som beskrevs av Walker 1869. Idiodes inornata ingår i släktet Idiodes och familjen mätare. Inga underarter finns listade i Catalogue of Life.